# Узунова къща (Охрид)
 Тази статия е за къщата в Охрид.  За къщата в Мелник вижте Узунова къща (Мелник).  
Узуновата къща (на македонска литературна норма: Узунова куќа) е възрожденска къща на рода Узунови в град Охрид, Северна Македония. Сградата е обявена за значимо културно наследство на Северна Македония. Роден дом на революционера Христо Узунов, сградата е превърната в негова къща музей (Спомен куќа на Христо Узунов), част от Института за защита на паметниците на културата и музей – Охрид.

## История
Къщата е разположена във Вароша, на улица „Цар Самуил“ № 45, срещу Лапидариума на Робевата къща. Изградена е в средата на XIX век, най-вероятно от Христо Узунов или сина му Димитър Узунов, възрожденски просветни дейци от Охрид. Къщата е роден дом на синовете на Димитър Андон и Христо Узунов, видни дейци на Вътрешната македоно-одринска революционна организация в Охрид. След смъртта на Андон (1903) и Христо (1905), в 1906 година третият им брат Ангел Узунов се мести с майка си Анастасия в Кюстендил. В 1938 година къщата е продадена на семейство Симончеви.
В 1953 година Народният комитет в Охрид национализира къщата и на 2 август 1953 година на нея е поставена мраморна паметна плоча. На 10 септември 1960 година Народният комитет на Община Охрид предава къщата на Народния музей в Охрид. В 1968 година е обявена за паметник на културата. В 1977 – 1978 година е извършена реконструкция на къщата. В 1982 година в къщата е разположена постоянната изложба „Националноосвободителното движение в Охрид и Охридско“ със стая на войводата Христо Узунов, която съществува до 1989 година. В 1996 година къщата повторно е обявена за паметник на културата и повторно е отворена за посетители с постоянната изложба с документи и предмети, свързани с революционната дейност в Охридско и стая, посветена на Христо Узунов. В къщата се организират и временни изложби от областта на историята, историята на изкуството, консервацията, както и научни събития.

## Архитектура
Сградата има сутерен – с характерен пасаж, известен в Охрид като „темница“, типичен за улицата, приземие и кат. Преди реконструкцията в 1977 – 1978 година приземните зидове били изградени от ломен камък с варов хоросан и предимно с кал. В лошо състояние бил и самостоятелният носещ каменен зид, ориентиран към езерото, който формирал темницата. Западната и северната стена са били от кирпич и били пред разпадане. Останалите стени в приземието и на ката, както и междуетажната конструкция са били дървена паянтова конструкция. Покривът е бил от изгнили дървени греди. При реставрацията е създадена скелетна система от армиран бетон, като е запазено каменното приземие. Зидовете на ката са от тухла. Покривната конструкция е дървена на бетонна плоча с керемиди. Стълбите на ката са дървени. Подът в приземието е от мраморни плочи, а на ката дъсчен. Интериорът е декориран с традиционни елементи – огнища, сергени, дървени обшивки на стените, гипсови тавани с декоративни апликации. Фасадата е в типичния за Охрид стил, боядисана в бяло, с еркерно издаден етаж и богато профилирани венци. Еркерите и челата на венците са обшити с дъски. Прозорците са с дървени обшивки.